# Parafia Wniebowzięcia Najświętszej Maryi Panny w Honiatyczach
Parafia Wniebowzięcia Najświętszej Maryi Panny w Honiatyczach – parafia rzymskokatolicka znajdująca się w dekanacie Tyszowce, w diecezji zamojsko-lubaczowskiej. 
Parafia erygowana została 30. września 1975 roku dekretem ówczesnego biskupa lubelskiego Bolesława Pylaka. 
Do parafii należą wierni z następujących miejscowości: Honiatycze, Honiatycze-Kolonia, Honiatyczki.
Liczba parafian: 600.